# Копальня Гранд-Коте
Копальня Гранд-Коте (Grande Côte) – гігантське гірничодобувне підприємство в Сенегалі.
На узбережжі Сенегалу виявлені розсипи пісків, що можуть бути джерелом цілого ряду мінералів, потрібних сучасній економіці. Права на роботи в полосі завдовжки 106 км та шириною 4 км отримала операційна компанія Grande Côte Opérations, учасниками якої на момент запуску видобутку були інвестор TiZir Limited (90%) та уряд Сенегалу (10%). TiZir Limited в свою чергу створили в 2011-му на паритетних засадах австралійська Mineral Deposits Limited (MDL, внесла 90% акцій проекту Гранд-Коте) та французька гірничо-металургійна Eramet (передала 100% акцій TiZir Titanium and Iron, якій належав завод титанового шлаку в норвезькому Тісседалі, що потребував великих обсягів ільменітового концентрату). В 2018-му Eramet викупила в MDL всі права на TiZir Limited і таким чином стала єдиним інвестором проекту Гранд-Коте (при цьому в 2023-му Eramet продала завод в Тісседалі). 
Станом на 2010 рік ресурси кількох ділянок, що мали бути охоплені видобутком за перші 14 років з початку розробки, оцінювались у 751 млн тонн пісків (тобто середньорічний видобуток мав перевищувати 50 млн тонн). В наступні 10 років терміну дії гірничої ліцензії в розробку мали бути залучені додаткові ресурси ділянок, детально розвіданих вже після прийняття рішення щодо запуску проекту. Хоча вміст цільових мінералів в пісках Гранд-Коте доволі низький – біля 1,8%, проте гігантські розміри проекту дозволяли розраховувати на вилучення 575 тисяч тонн ільменіту, 6 тисяч тонн рутилу, 11 тисяч тонн лейкоксену (всі – мінерали титану) та 80 тисяч тонн циркону. Станом на середину 2020-х на сайті проекту його річна потужність зазначена як 600 тисяч тонн ільменіту та 100 тисяч тонн інших мінералів.
Розробка стартувала в 2014 році. Вона провадиться за технологією штучного ставку, в якому діють одразу три плавучі об’єкти:
- земснаряд розмірами 50х16,5 метра з потужністю 7 тисяч тонн піску на год, що руйнує фронтальну стінку ставка;
- плавуча збагачувальна фабрика, який вилучає з отриманої від земснаряду пульпи суміш корисних мінералів;
- фабрика сепарації, що розділяє суміш на товарні продукти.
Вибірка грунту розширює ставок в одному з напрямків, тоді як пуста порода, повернута після збагачення, заповнює задню частину водойми. Швидкість руху ставка може становити від 7 до 16 км на рік. Як показують дані геоінформаційних систем, станом на 2024 рік пройдена видобувним комплексом полоса має довжину лише дещо більше за два десятки кілометрів, втім, в багатьох місцях вона в рази ширше за нормальний розмір технологічного ставка. 
Під час роботи комплекс потребує 36 МВт електричної потужності.
Товарну продукцію вивозять за 22 км автотранспортом та перевантажують у вагони (для ільменіту це звичайні хопери, а для інших мінералів – спеціальні контейнери). Залізниця доправляє вантаж до порту Дакару для відправки на експорт.
Відомо, що в 2021-му проект Ганд-Коте вилучив 46,6 млн тонн породи, а в 2023-му виробив 623 тисячі тонн цільової продукції.
Можливо відзначити, що таку саме технологію розробки з використанням штучного ставка та земснаряду використовує єгипетський проект Буруллус, який, щоправда, набагато менший за розмірами (а тому має наземну фабрику сепарації).